# 남창초등학교 (충남)
남창초등학교는 대한민국 충청남도 아산시 둔포면 신남2리에 위치한 학교이다.

## 학교 연혁
- 1960년 4월 1일 둔포국민학교 남창분교실 인가
- 1961년 7월 31일 둔포국민학교 남창분교장 인가
- 1964년 4월 1일 남창국민학교 인가
- 1965년 2월 8일 제1회 졸업(63명)
- 1982년 3월 1일 남창국민학교 병설유치원 개원
- 1996년 3월 1일 남창초등학교 개명
- 2006년 10월 11일 도지정 환경교육 시범학교 최종보고회
- 2010년 4학급 편성
- 2015년 5학급 편성
- 2016년 2월 17일 제52회 졸업식(총3,009명)
- 2016년 3월 1일 6학급(30명) 편성, 병설유치원(19명)편성

## 참고 자료
- 남창초등학교 - 한국교육학술정보원 학교알리미